# Pauleta
Pauleta, właśc. Pedro Miguel Carreira Resendes (wym. [pawˈletɐ]; ur. 28 kwietnia 1973 w Ponta Delgada) – portugalski piłkarz, który występował na pozycji napastnika. W latach 1997–2006 reprezentant Portugalii.

## Kariera klubowa
Pauleta jako junior grał w zespołach CD Santa Clara oraz FC Porto. W 1990 roku wrócił do Santa Clary i rozpoczął występy w jej pierwszej drużynie, grającej w drugiej lidze. W sezonie 1990/1991, zakończonym przez Santa Clarę spadkiem do trzeciej ligi, rozegrał 11 ligowych spotkań. Pauleta spędził w klubie jeszcze jeden sezon. Następnie występował w drużynach Operário, Angrense oraz Micaelense, także grających w trzeciej lidze.
W 1995 roku Pauleta został zawodnikiem drugoligowego Estorilu Praia, gdzie grał w sezonie 1995/1996. W 1996 roku przeszedł do hiszpańskiej Salamanki, występującej w Segunda División. W sezonie 1996/1997 wraz z Yordim i 19 bramkami na koncie został królem strzelców tej ligi. Wraz z zespołem wywalczył również awans do Primera División. Zadebiutował w niej 31 sierpnia 1997 w przegranym 0:1 meczu z Racingiem Santander, a 13 września 1997 w wygranym 2:1 pojedynku z Realem Valladolid strzelił swojego pierwszego gola w Primera División.
W 1998 roku Pauleta odszedł do zespołu Deportivo La Coruña, również grającego w Primera División. W sezonie 1999/2000 zdobył wraz z nim mistrzostwo Hiszpanii. W 2000 roku przeszedł do francuskiego Girondins Bordeaux. W lidze francuskiej zadebiutował 6 września 2000 w wygranym 5:0 meczu z FC Nantes, w którym zdobył trzy bramki. W sezonie 2001/2002 razem z Djibrilem Cissé został królem strzelców ligi francuskiej (22 gole). Z Bordeaux wygrał też rozgrywki Pucharu Ligi Francuskiej. Jako zawodnik Bordeaux, Pauleta dwukrotnie został uznany zawodnikiem roku Ligue 1 (2002, 2003).
W 2003 roku Pauleta został zawodnikiem Paris Saint-Germain. Z zespołem tym dwukrotnie zdobył Puchar Francji (2004, 2006), a także raz Puchar Ligi Francuskiej (2008). W barwach PSG dwukrotnie został również królem strzelców ligi francuskiej – w sezonach 2005/2006 (21 goli) oraz 2006/2007 (15 goli). W 2008 roku zakończył karierę. Następnie został skautem PSG i w tej roli pracował do 2010 roku.
W sezonie 2010/2011 wznowił karierę i wystąpił w meczu drużyny São Roque, grającej w lidze regionu Azory, strzelając dwa gole.

## Kariera reprezentacyjna
W 1989 roku Pauleta rozegrał cztery spotkania w reprezentacji Portugalii U-16, zaś w 1996 roku wystąpił w jednym meczu kadry U-21. W pierwszej reprezentacji Portugalii zadebiutował 20 sierpnia 1997 w wygranym 3:1 meczu eliminacji do Mistrzostw Świata 1998 z Armenią. 26 marca 1999 strzelił dwa pierwsze gola w drużynie narodowej, w wygranym 7:0 spotkaniu eliminacji do Mistrzostw Europy 2000 z Azerbejdżanem.
W 2000 roku Pauleta znalazł się w drużynie na mistrzostwa Europy. Zagrał na nich w meczu z Niemcami (3:0), a Portugalia dotarła do półfinału turnieju.
Na Mistrzostwach Świata 2002, zakończonych przez Portugalię na fazie grupowej, rozegrał wszystkie trzy spotkania: ze Stanami Zjednoczonymi (2:3), Polską (4:0) i Koreą Południową (0:1). W pojedynku z Polską zdobył trzy bramki i był to jednocześnie jego pierwszy hat trick w reprezentacji. 19 listopada 2003 w wygranym 8:0 towarzyskim meczu z Kuwejtem strzelił cztery gole.
W 2004 roku Pauleta został powołany do kadry na mistrzostwa Europy i wystąpił na nich w spotkaniach z Grecją (1:2), Rosją (2:0), Hiszpanią (1:0), Holandią (2:1) oraz w finale, ponownie z Grecją (0:1). Po zakończonym turnieju Pauleta po raz pierwszy objął funkcję kapitana zespołu i do końca kariery pełnił ją w dziewięciu meczach
W eliminacjach do Mistrzostw Świata 2006 Pauleta zdobył 11 bramek w 12 meczach i został ich królem strzelców w strefie UEFA. Na turnieju finałowym zagrał w meczach z Angolą (1:0; gol), Iranem (2:0), Holandią (1:0), Anglią (0:0, 3:1 w rzutach karnych), Francją (0:1) i Niemcami (1:3). Po mistrzostwach zakończył reprezentacyjną karierę.
W latach 1997–2006 w drużynie narodowej Pauleta rozegrał 88 spotkań i zdobył 47 bramek.

## Odznaczenia
- Oficer Orderu Infanta Henryka – 2004[4]
- Order Niepokalanej Matki Boskiej z Vila Viçosa (Portugalia) – 2006[5]